# Vockerode
Vockerode ist ein Ortsteil der Stadt Oranienbaum-Wörlitz im Landkreis Wittenberg in Sachsen-Anhalt.

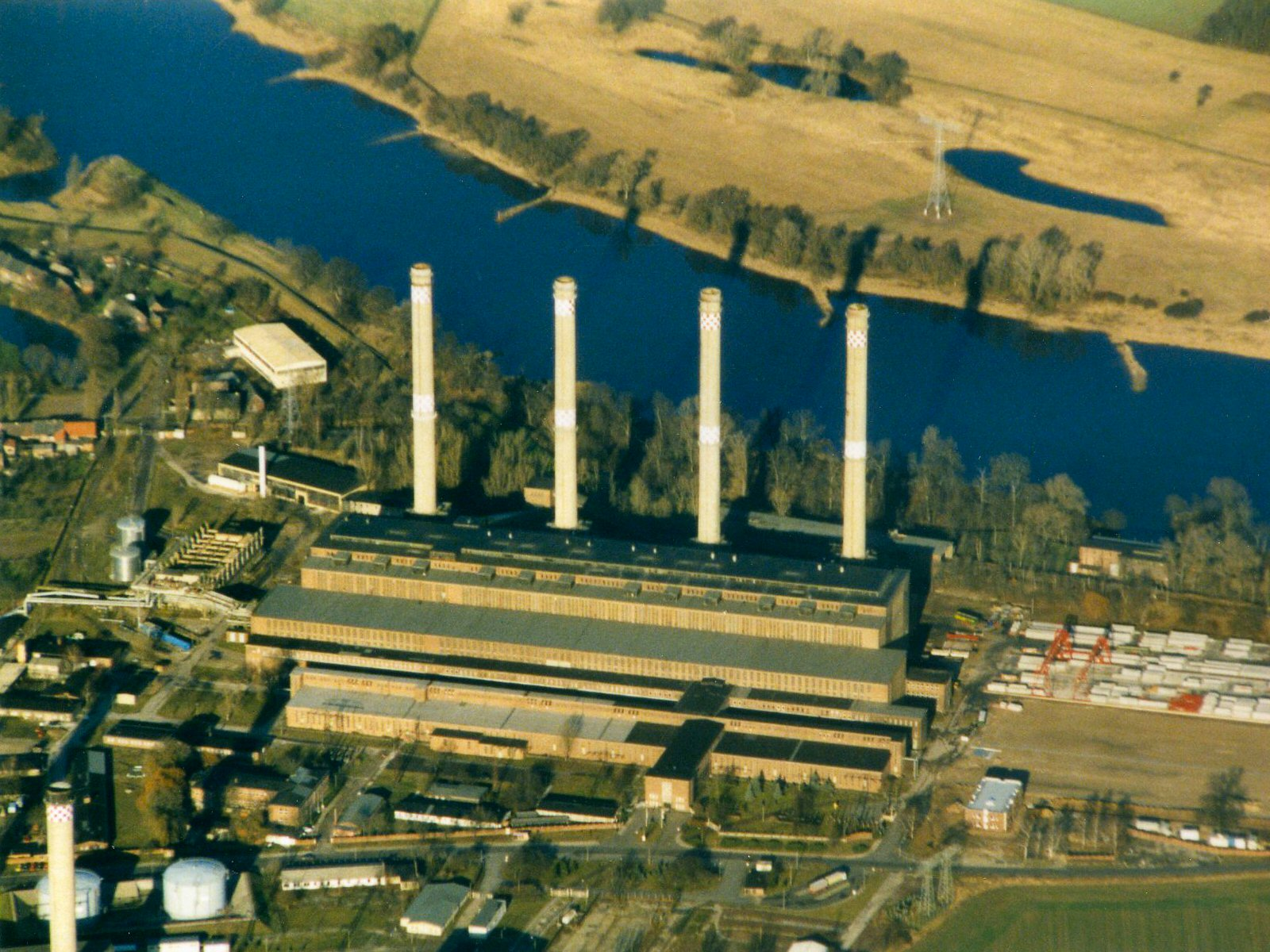
Kraftwerk 1998

## Geografie
Vockerode liegt unmittelbar am südlichen Elbe-Ufer etwa 4 km von Dessau-Roßlau entfernt. Der Ort liegt einerseits in der Mitte des Dessau-Wörlitzer Gartenreiches, das in der zweiten Hälfte des 18. Jahrhunderts unter der Regentschaft von Fürst Leopold III. Friedrich Franz von Anhalt-Dessau geschaffen wurde und ist andererseits in das Biosphärenreservat Mittelelbe eingebettet. Das Gartenreich sowie das Biosphärenreservat sind von der UNESCO in das Verzeichnis des Weltkulturerbes aufgenommen worden.
Nach der Elbbegradigung 1933/34 in der Nähe des Sieglitzer Berges am Kurzen Wurf entstand eine jetzt nördlich der Elbe gelegene Fläche nahe Klieken.

## Geschichte
Vockerode wird erstmals 1400 als Vogkenrode erwähnt. In einer Urkunde aus Jahr 1480 wird der Ort als Vockenröd erwähnt. Er gehörte zu dieser Zeit zum ehemaligen Kloster Nienburg.  Die nachslawische Ortsgründung wird auf flämische Siedler zurückgeführt. Der Ort wurde ursprünglich als Straßendorf angelegt, erhielt aber mit der Erweiterung nach Norden den Charakter eines Haufendorfes. Bereits seit 1594 ist das Fischereigewerbe urkundlich nachgewiesen. Die erste Schule entstand 1794. 1810/12 wurde unter der Leitung Christoph Hesekiels die Dorfkirche als frühes Beispiel neugotischer Sakralarchitektur als Backsteinbau mit doppeltürmiger Westfront und Chorpolygon in Schiffsbreite errichtet.
Das von Fürst Franz von Anhalt-Dessau geplante Nelson-Denkmal wurde nie errichtet. Der vorgesehene Standort am Kriegerdenkmal Vockerode trägt aber heute noch den Namen Nelsonhügel. 
Bis zum Bau der Autobahnbrücke 1937 besaß Vockerode eine Fährstelle an der Elbe.

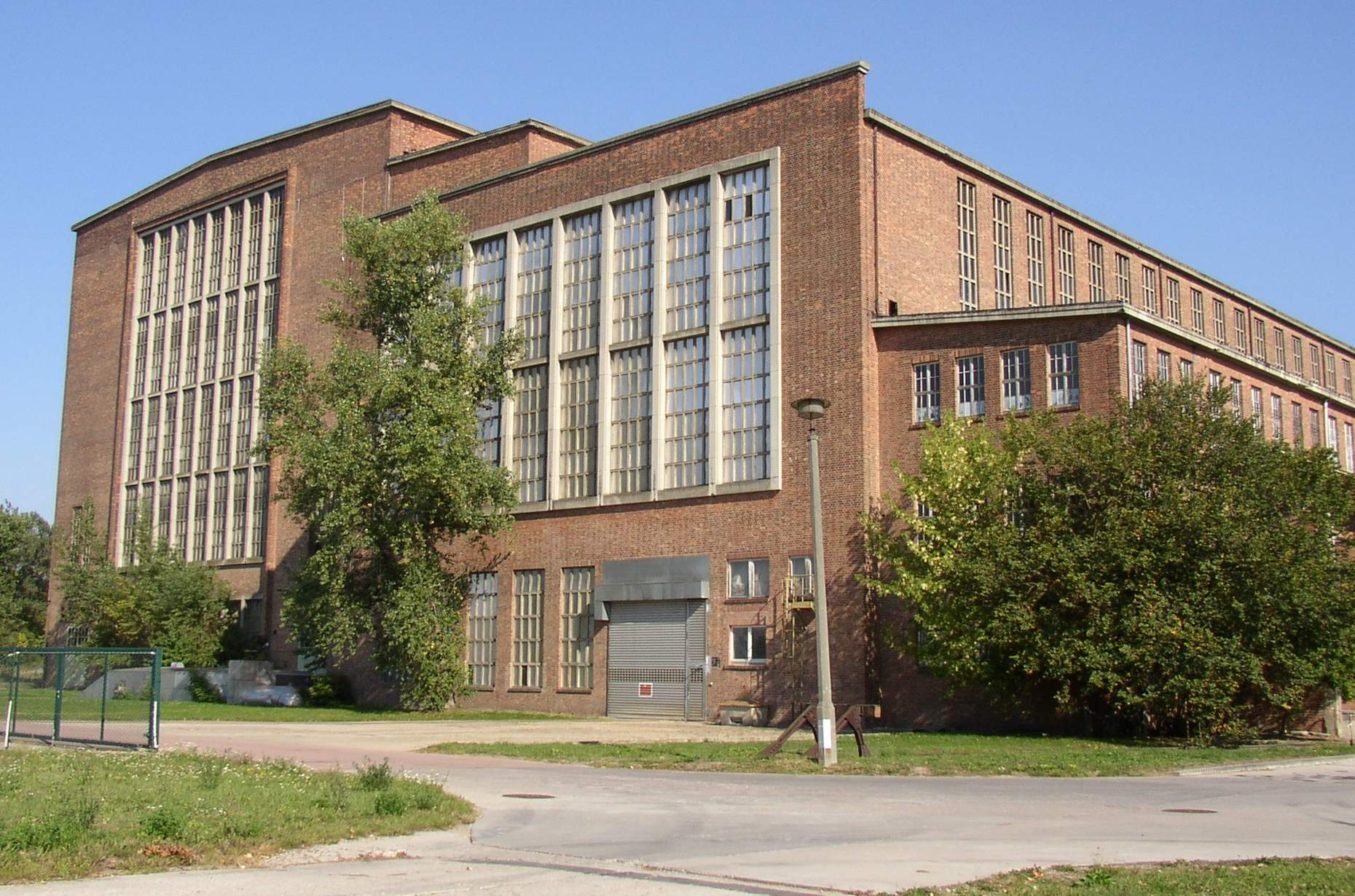
Kraftwerk Vockerode

Mit Baubeginn des Großkraftwerkes 1937 wandelte sich das Ortsbild von einem Bauern- und Fischerdorf zum Industriestandort.
Vockerode war fast 60 Jahre lang Kraftwerksstandort. Die über Jahrzehnte prägenden vier großen Schornsteine des 1994 stillgelegten Braunkohlekraftwerkes Vockerode wurden im Jahr 2001 gesprengt.
2007 wurde die Gemeinde Vockerode aufgrund einer Kreisgebietsreform vom ehemaligen Landkreis Anhalt-Zerbst in den Landkreis Wittenberg eingegliedert. Am 1. Januar 2011 wurde Vockerode Ortsteil der neu entstandenen Stadt Oranienbaum-Wörlitz.

## Wappen
Das Wappen wurde am 23. August 2010 durch den Landkreis genehmigt.
Blasonierung: „Geteilt und halb gespalten, oben in Gold ein gewundener grüner Eichenzweig mit Eicheln, vorn unten in Blau eine gebogene, die Zinken nach außen und oben kehrende vierendige silberne Geweihstange, hinten unten in Silber ein gekrümmter, seinen Schwanz nach oben und den Kopf unten zur Mitte hin kehrender blauer Fisch.“

## Sehenswürdigkeiten
- Dorfkirche Vockerode

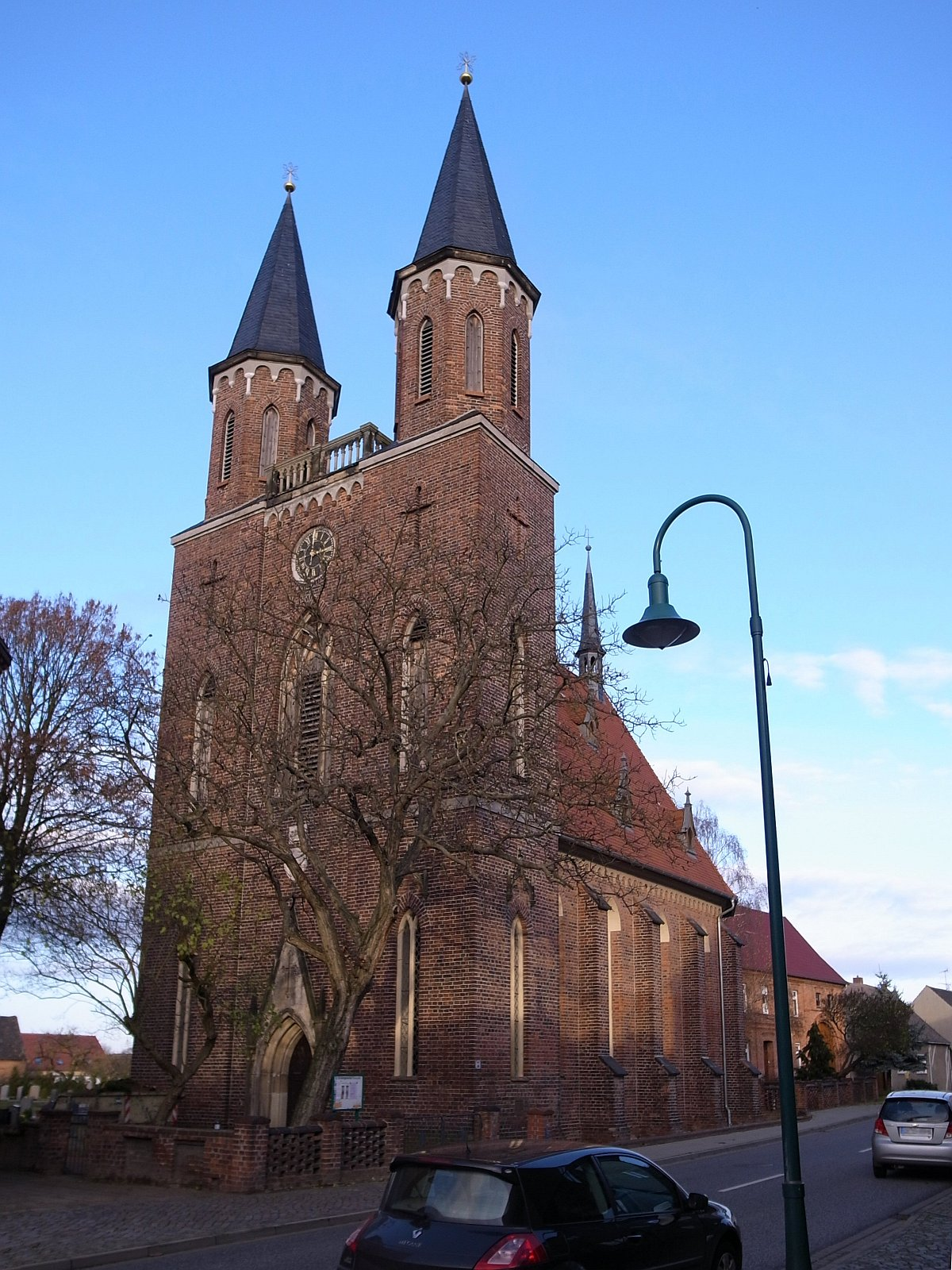
Kirche Vockerode

- Autobahn-Elbebrücke Vockerode (zu DDR-Zeiten mit Leuchtreklame Plaste und Elaste aus Schkopau)
- Kraftwerk Vockerode
- Kriegerdenkmal Vockerode

## Verkehr

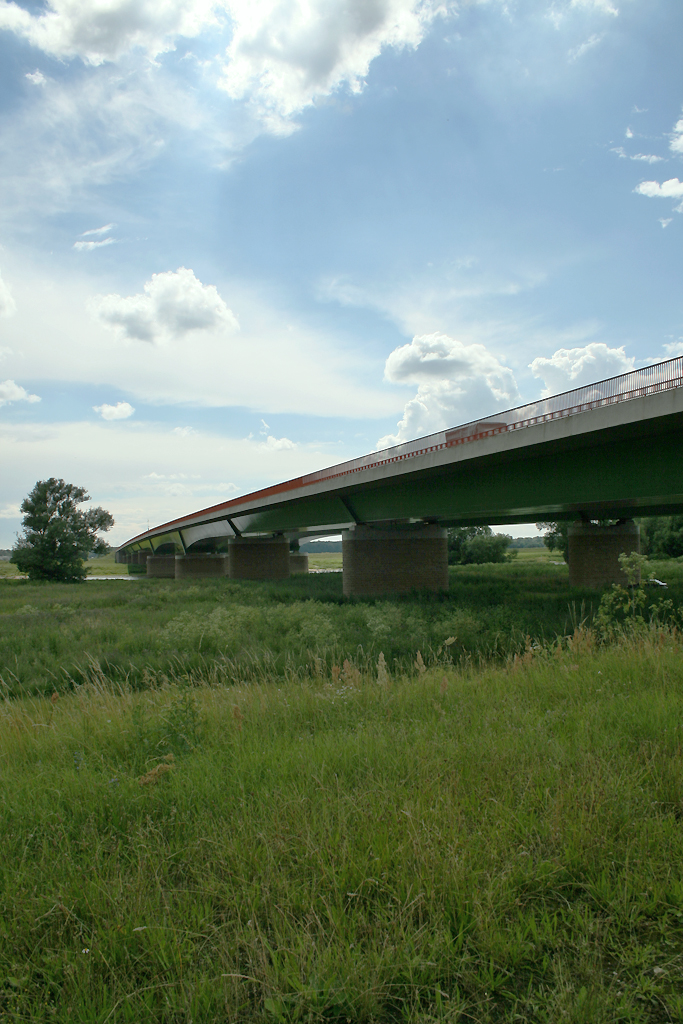
Elbbrücke der BAB 9

Von  Dessau-Roßlau führt die Landesstraße 133 über Vockerode nach Wörlitz. Der Autobahnanschluss Vockerode der Bundesautobahn 9 Berlin–München befindet sich einen Kilometer nordwestlich des Ortes. Der nächste Bahnhof befindet sich in Dessau-Roßlau.

## Tourismus

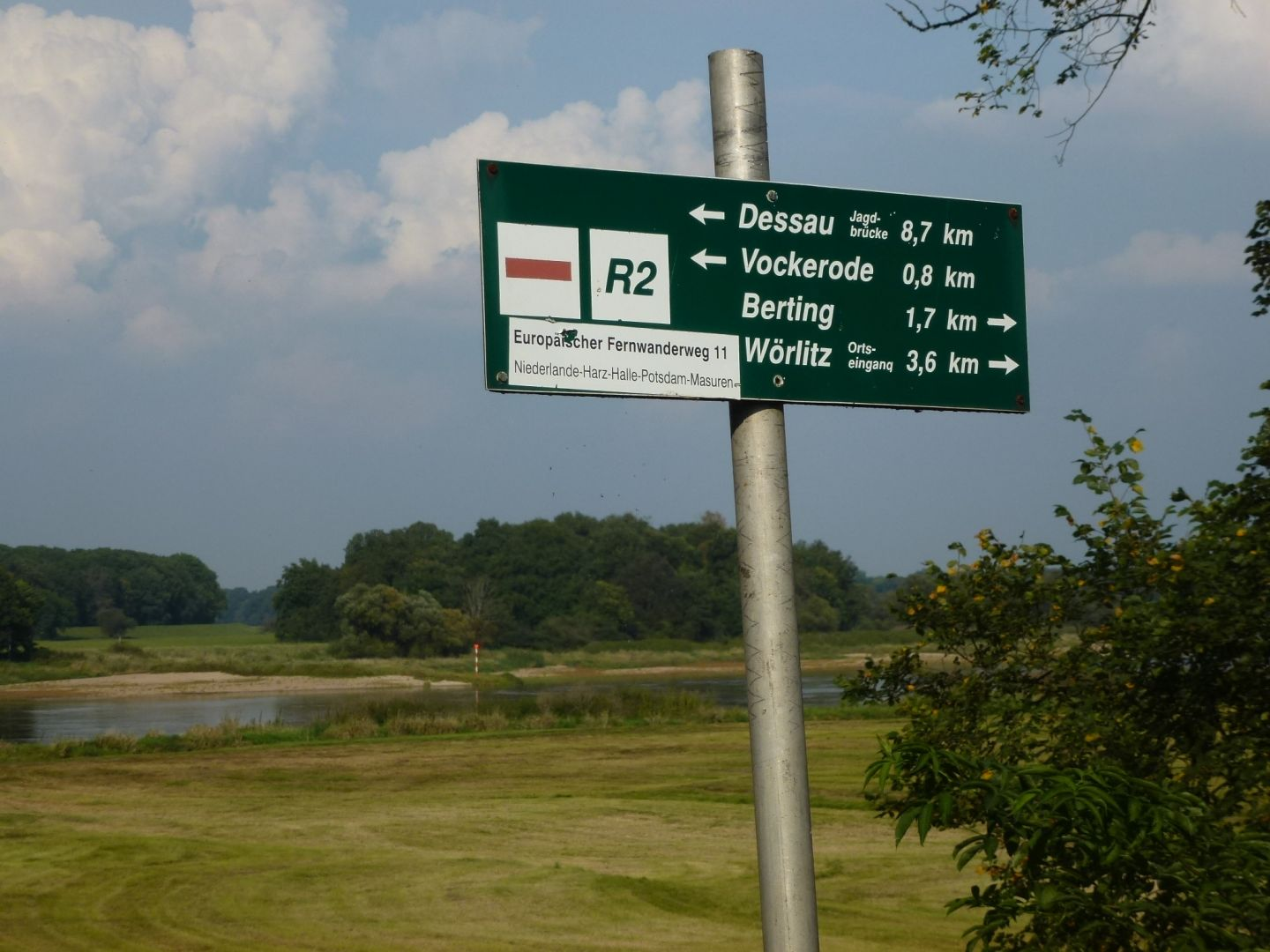
Schild am Elberadweg bei Vockerode

Der Elberadweg und der Europäische Fernwanderweg E11 führen durch Vockerode.
Die Trasse der ehemaligen Grubenbahn Oranienbaum–Vockerode wurde zwischen 2004 und 2016 für Draisinen-Fahrten genutzt.